# 김기서
김기서(金基書, 1973년 4월 26일 ~ )은 대한민국의 정치인이다.

## 학력
- 고려대학교 경영정보대학원 석사 (조직관리전공)

## 경력
- 제19대 대통령선거 충남도당 직능지역본부장
- 부여군상권활성화재단 홍보위원
- 2018년 7월 1일 ~ 2022년 6월 30일: 제11대 충청남도의회 의원
  - 2020.07 ~ 2022.06: 제11대 충청남도의회 후반기 농수산해양위원회 부위원장
- 2022년 7월 1일 ~ : 제12대 충청남도의회 의원

## 역대 선거 결과
|  | 54.41% |

|  | 52.00% |